# Åshild Ringsdatter
Åshild (Alvhild) Ringsdatter (Oldnordisk: Áshildi Hringsdóttir) (ca. 870 – ca. 913) var en af Harald Hårfagers koner.
Ifølge Snorris saga om Harald Hårfager var hun datter af kong Ring Dagsson (Hring Dagsson) fra Ringerike. 
Sammen med Harald Hårfagre fik hun børnene
- Ring Haraldsson (Hringur Haraldsson)
- Dag Haraldsson
- Gudrød Skirja (Haraldsson) (Guðröður skirja)
- Ingegjerd Haraldsdatter (Ingigerður Haraldsdóttir)